# Libri Prohibiti
Libri prohibiti – biblioteka gromadząca wydawnictwa podziemne i zagraniczne z okresu reżimów totalitarnych XX wieku. Siedziba biblioteki znajduje się w Pradze.

## Historia
Biblioteka została założona przez Jiříego Gruntoráda w 1990 roku. Jej właścicielem jest Stowarzyszenie Libri Prohibiti.
Obecnie biblioteka zawiera ponad 29 000 tomów monografii i periodyków. Zbiory biblioteczne zawierają głównie literaturę czeską i słowacką. Jest w nich także pokaźny zbiór literatury polskiej (około 1100 książek i 290 periodyków).

## Pamięć Świata
Zbiór czasopism czeskiego i słowackiego samizdatu z lat 1948–1989 został wpisany w 2011 roku na listę Pamięci Świata. Liczy on 423 Czeskie i 44 słowackie czasopisma podziemne. Pochodzą one głównie z prywatnej kolekcji Jiříego Gruntoráda. W latach 1978–1989 zbiory były . Kolekcję po 1990 roku rozbudowywano poprzez darowizny i zakupy.